# Hunter Renfrow
Hunter Renfrow (Myrtle Beach, 21 dicembre 1995) è un giocatore di football americano statunitense che milita nel ruolo di wide receiver per i Carolina Panthers della National Football League (NFL). Al college ha giocato per la Clemson University.

## Carriera universitaria

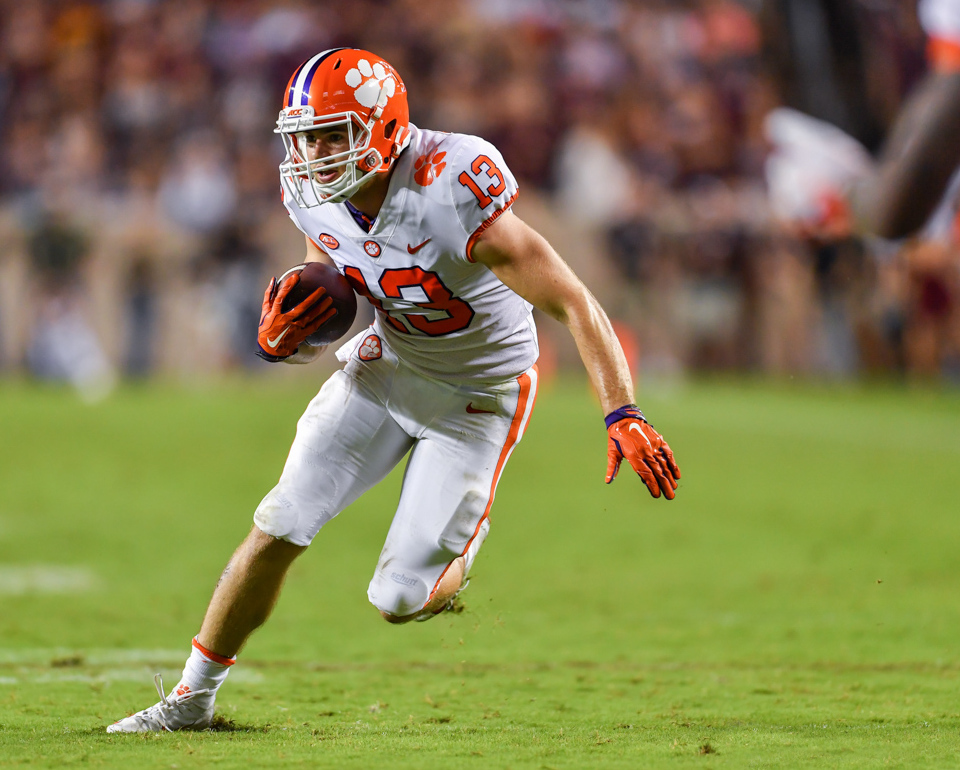
Renfrow nel 2018

Dopo aver frequentato la Socastee High School giocando con ottimi risultati come quarterback con suo padre Tim come allenatore, Renfrow ricevette offerte per giocare in vari college quali l'Appalachian State, il Gardner-Webb, il Presbyterian e il Wofford dove suo padre aveva giocato. Malgrado tali opportunità, nel 2014 Renfrow scelse la Clemson University andando quindi a giocare come walk-on, ossia studente-atleta senza borsa di studio, con i Clemson Tigers che militano nell'Atlantic Coast Conference (ACC) della Divisione I della Football Bowl Subdivision (FBS) della NCAA.
Nel 2014 fu redshirt, poteva quindi allenarsi con la squadra senza disputare gare ufficiali. Nel 2015 ricevette una borsa di studio e poté così giocare 15 partite con 492 yard ricevute e 5 touchdown. Nel 2016 nella finale del campionato segnò due touchdown e registrò complessivamente in stagione, malgrado avesse saltato varie gare per un infortunio, 495 yard ricevute e 6 touchdown. Nel 2017 nella partita dei playoff contro gli Alabama Crimson Tide fu suo il touchdown della vittoria a un secondo dalla fine della partita. Nel 2018 Renfrow fece registrare 49 ricezioni per 544 yard e un touchdown, contribuendo alla seconda vittoria del campionato in tre anni per Clemson e vincendo il Burlsworth Trophy come miglior giocatore di college che ha iniziato la carriera come walk-on.
Premi e riconoscimenti
- 2 Campionati nazionali NCAA (2016, 2018)
- 2 Third-Team All-ACC (2017, 2018)
- Burlsworth Trophy (2018)

Statistiche al college
| 2014   | Clemson | FBS Div. I | ACC    | 0  | 0  | Redshirt | Redshirt | Redshirt | Redshirt | Redshirt | Redshirt | Redshirt |
| 2015   | Clemson | FBS Div. I | ACC    | 15 | 10 | 33       | 492      | 14,9     | 57       | 5        |          |          |
| 2016   | Clemson | FBS Div. I | ACC    | 11 | 9  | 44       | 495      | 11,3     | 35       | 6        |          |          |
| 2017   | Clemson | FBS Div. I | ACC    | 13 | 12 | 60       | 602      | 10,0     | 61       | 3        |          |          |
| 2018   | Clemson | FBS Div. I | ACC    | 15 | 15 | 49       | 544      | 11,1     | 40       | 1        |          |          |
| Totale | Totale  | Totale     | Totale | 54 | 46 | 186      | 2.133    | 11,5     | 61       | 15       |          |          |

Fonte: Football Database
In grassetto i record personali in carriera

## Carriera professionistica

### Oakland/Las Vegas Raiders
Renfrow fu scelto nel corso del quinto giro (149º assoluto) del Draft NFL 2019 dagli Oakland Raiders.

#### Stagione 2019
Renfrow debuttò come professionista subentrando nella gara del primo turno contro i Denver Broncos ricevendo 2 passaggi per 13 yard dal quarterback Derek Carr. Nell'ottavo turno contro gli Houston Texans segnò il suo primo touchdown in carriera dopo una ricezione da 65 yard. La sua stagione da rookie si chiuse con 49 ricezioni per 605 yard e 4 touchdown in 13 presenze, 4 delle quali come titolare.

#### Stagione 2020
Il 5 ottobre 2020 Renfrow fu multato di 15.000 dollari dalla NFL per aver preso parte senza mascherina, durante la pandemia da COVID-19, ad un evento di beneficenza promosso dal suo compagno di squadra Darren Waller, in violazione dei protocolli anti-COVID-19 adottati dalla lega per la stagione 2020. Nel 2020 Renfrow giocò 16 partite, 6 da titolare, facendo 56 ricezioni per 656 yard e segnando 2 touchdown.

#### Stagione 2021
Alla settimana 12, nella vittoria contro i Dallas Cowboys per 36-33, Renfrow fece registrare 8 ricezioni per 134 yard. La settimana successiva ricevette 9 passaggi per 102 yard nella sconfitta 17-15 contro il Washington Football Team.  Alla settimana 14, nella sconfitta contro i Kansas City Chiefs per 9-48, Renfrow fece 13 ricezioni per 117 yard e un touchdown su passaggio di 4 yard da parte di Derek Carr. Renfrow concluse la stagione regolare segnando il record personale di ricezioni (103), di yard (1.038) e di touchdown (9).
Renfrow debuttò nei playoff nella partita di Wild Card, persa per 26-19 contro i Cincinnati Bengals, con 8 passaggi ricevuti per 58 yard.
Il 29 gennaio 2022 Renfrow fu convocato per il Pro Bowl al posto dell'infortunato Keenan Allen dei Los Angeles Chargers, partita in cui si distinse con 5 ricezioni per 43 yard e un touchdown.

#### Stagione 2022
Il 10 giugno 2022 Renfrow firmò un'estensione contrattuale di due anni con i Raiders per un valore di 32 milioni di dollari.
Il 18 settembre 2022, nella partita della settimana 2 contro gli Arizona Cardinals persa 23-29, Renfrow fece sette ricezioni per 89 yard ma commise due fumble durante il tempo supplementare, il secondo dei quali portò al touchdown della vittoria dei Cardinals. Renfrow riportò una commozione cerebrale a causa del colpo di Isaiah Simmons che provocò il secondo fumble, infortunio che gli fece saltare le successive due partite, contro i Tennessee Titans e i Denver Broncos.
Renfrow tornò a disposizione per la partita della settimana 5, la sconfitta 29-30 contro i rivali di division dei Kansas City Chiefs, dove fece 4 ricezioni per 25 yard.
Il 10 novembre 2022, durante la preparazione per la partita della settimana 10 contro gli Indianapolis Colts, Renfrow risentì di un infortunio muscolare e fu inserito nella lista riserve/infortunati, per cui dovette saltare almeno quattro gare. Il 14 dicembre 2022 Renfrow fu designato per ritornare dalla lista degli infortunati e quindi tornò ad allenarsi per poter valutare, entro massimo 21 giorni, il suo reinserimento nel roster attivo. Il 17 dicembre 2022 Renfrow fu reinserito nel roster attivo. Nella partita della settimana 16, la sconfitta 10-13 subita contro i Pittsburgh Steelers, Renfrow, giocando da subentrante, fece 4 ricezioni per un totale di 42 yard risultando primo tra i ricevitori della squadra e segnò l'unico touchdown dei Raiders, nella prima azione della gara, con una ricezione da 14 yard. Nell'ultima gara stagionale, la sconfitta 13-31 subita dai Kansas City Chiefs, Renfrow segnò l'unico touchdown dei Raiders con una ricezione da 11 yard. Concluse l'annata con 10 presenze, di cui una da titolare, con 36 ricezioni per 330 yard e due touchdown, con tre fumble di cui uno perso.

#### Stagione 2023
Renfrow iniziò la stagione 2023 come terzo wide receiver della squadra, dietro Davante Adams e il nuovo arrivato Jakobi Meyers, mentre gli fu preferito lo specialista DeAndre Carter come punt returner. Già dopo le prime gare fu evidente come l'attacco dei Raiders facesse uno scarso utilizzo di Renfrow, chiamato a pochissime ricezioni, tanto che molti giornalisti lo considerarono come possibile pedina in un'operazione di scambio con qualche altra franchigia. Renfrow chiuse la prima metà stagionale con solo 10 ricezioni, mentre dopo il licenziamento del capo-allenatore Josh McDaniels e l'arrivo di Antonio Pierce fu all'inizio maggiormente utilizzato, facendo registrare 15 ricezioni per 163 yard nelle prime cinque gare con Pierce a guida della squadra, ma tornò quindi nell'ombra nell'ultima parte di stagione, venendo cercato dal quarterback solo tre volte nelle ultime quattro gare dell'annata con nessuna ricezione realizzata. Terminò la stagione giocando in tutte le 17 gare della stagione regolare, di cui 3 da titolare, con 25 ricezioni per 255 yard e nessun touchdown realizzato.

### 2024: lontano dal football
Il 13 marzo 2024, all'avvio della nuova stagione, Renfrow fu svincolato dai Raiders. Per l'intero 2024 Renfrow non trovò un'altra squadra con cui accasarsi, malgrado le sue caratteristiche nel corso dell'anno avrebbero fatto comodo a diverse franchigie della NFL, tant'è che qualche commentatore avanzò l'ipotesi che fosse lui a non essere particolarmente interessato a continuare la carriera nel football professionistico.

### Carolina Panthers
A marzo 2025, in vista della nuova stagione, sembrò che la volontà di Renfrow fosse quella di tornare a giocare in NFL: fece infatti provini con i Carolina Panthers e con i Raiders, in cui nel frattempo era cambiata sia la dirigenza che il capo-allenatore, per verificare la possibilità di firmare per una di queste squadre.
Il 27 aprile 2025 firmò un contratto annuale con i Panthers.

## Palmarès
- Convocazioni al Pro Bowl: 1

2021

## Statistiche

### Stagione regolare
| 2019   | OAK    | 13                                  | 4                                   | 49                                  | 605                                 | 12,3                                | 65                                  | 4                                   | 5  | 38  | 7,6  | 13 | 0 | 0 | 0 | 0,0 | 0 | 0 | 1  | 0 |
| 2020   | LV     | 16                                  | 6                                   | 56                                  | 656                                 | 11,7                                | 53                                  | 2                                   | 23 | 265 | 11,5 | 32 | 0 | 0 | 0 | 0,0 | 0 | 0 | 2  | 1 |
| 2021   | LV     | 17                                  | 9                                   | 103                                 | 1 038                               | 10,1                                | 54                                  | 9                                   | 31 | 303 | 9,8  | 41 | 0 | 3 | 3 | 1,0 | 5 | 0 | 5  | 1 |
| 2022   | LV     | 10                                  | 1                                   | 36                                  | 330                                 | 9,2                                 | 27                                  | 2                                   | 11 | 74  | 6,7  | 17 | 0 | 0 | 0 | 0,0 | 0 | 0 | 3  | 1 |
| 2023   | LV     | 17                                  | 3                                   | 25                                  | 255                                 | 10,2                                | 38                                  | 0                                   | 0  | 0   | 0,0  | 0  | 0 | 0 | 0 | 0,0 | 0 | 0 | 1  | 1 |
| 2024   | -      | Senza squadra per l'intera stagione | Senza squadra per l'intera stagione | Senza squadra per l'intera stagione | Senza squadra per l'intera stagione | Senza squadra per l'intera stagione | Senza squadra per l'intera stagione | Senza squadra per l'intera stagione | -  | -   | -    | -  | - | - | - | -   | - | - | -  | - |
| Totale | Totale | 73                                  | 23                                  | 269                                 | 2 884                               | 10,7                                | 65                                  | 17                                  | 70 | 680 | 9,7  | 41 | 0 | 3 | 3 | 1,0 | 5 | 0 | 12 | 4 |

### Playoff
| 2021   | LV     | 1 | 0 | 8 | 58 | 7,3 | 16 | 0 | 1 | 0 | 0,0 | 0 | 0 | 0 | 0 | 0,0 | 0 | 0 | 0 | 1 |
| Totale | Totale | 1 | 0 | 8 | 58 | 7,3 | 16 | 0 | 1 | 0 | 0,0 | 0 | 0 | 0 | 0 | 0,0 | 0 | 0 | 0 | 1 |

Fonte: Football Database
In grassetto i record personali in carriera — Statistiche aggiornate alla stagione 2024